# Kikhavn
Kikhavn ist ein kleines, dänisches Fischerdorf mit 100 Einwohnern in der Nähe von Hundested in der Amtskommune Frederiksborg.
Es ist besonders durch seinen historischen Ortskern aus dem 13. Jahrhundert bekannt.